# Šahovska različica
Šahovska različica je igra, ki je izpeljana iz šaha s spremembo ene od naslednjih stvari:
- različne velikosti in oblike šahovnice
- drugačno gibanje figur (pravljične figure)
- drugačna pravila za jemanje, vrstni red potez, cilj igre ...

Primeri različic:
- žeri-žeri (losers chess)
- Fischerjev naključni šah
- circe šah
- menjalec (šah)
- nevidni šah
- trikrat šah
- atomski šah
- šatrandž in druge.

Nekateri sem uvrščajo tudi kitajski šah in shogi.